# Cadorna FN (metropolitana di Milano)
Cadorna FN è una stazione delle linee M1 ed M2 della metropolitana di Milano.

## Storia
La stazione fu costruita come parte della prima tratta, da Sesto Marelli a Lotto, della linea M1 della metropolitana, entrata in servizio il 1º novembre 1964. Le banchine della M2 furono realizzate contemporaneamente, in una struttura a ventaglio che caratterizza questa stazione: sarebbero entrate in funzione una volta realizzata la seconda linea prevista. Fra le stazioni realizzate dal principio per accomodare interscambi futuri, Cadorna fu la seconda e ultima stazione a servire il suo scopo come previsto dai progetti del 1953: le altre due stazioni di interscambio, Duomo e Porta Venezia, non sfruttarono gli adattamenti strutturali realizzati nel 1957 e si espansero secondo progetti diversi. 
La stazione della M2, capolinea del prolungamento da Garibaldi, venne attivata il 3 marzo 1978, rendendo Cadorna la seconda stazione di interscambio tra due linee della rete metropolitana milanese ad essere realizzata dopo Loreto, anch'essa incrocio tra M1 ed M2. I lavori iniziarono nel 1972 e avrebbero dovuto concludersi nel giro di tre anni, ma il tratto di galleria prossimo a Cadorna FN non fu realizzato in assetto a causa di un calcolo progettuale errato. Rimediare a questo grave errore fu un'operazione dispendiosa, che ritardò la consegna dell'opera di tre anni.
Rimase capolinea della M2 fino al 30 ottobre 1983, quando venne attivato il prolungamento fino a Porta Genova FS.
Torna capolinea della M2, questa volta in via provvisoria, il 19 luglio 2025 per i treni provenienti da piazza Abbiategrasso ed Assago Forum, a seguito dei lavori di rinnovamento dei binari lungo la tratta da Cadorna a Garibaldi FS. Il termine di tali lavori è previsto per il 7 settembre.

## Struttura e impianti
La stazione conta complessivamente quattro binari, due dedicati alla linea M1 e due alla linea M2. In entrambi i casi, le due coppie di binari sono servite da due banchine laterali, formando nel complesso una struttura "a ventaglio".
Le due coppie di banchine si trovano allo stesso livello, permettendo l'interscambio diretto tra la banchina della M1 in direzione Sesto 1º Maggio FS e la banchina della M2 in direzione Piazza Abbiategrasso o Assago Milanofiori Forum.
La stazione è fornita di un mezzanino particolarmente ampio, predisposto fin dall'origine per l'interscambio fra le due linee. L'uscita nord si trova di fronte al fabbricato viaggiatori della stazione ferroviaria.

## Interscambi
La stazione costituisce un importante interscambio con la stazione di Milano Cadorna, che è stata la prima stazione ferroviaria del capoluogo lombardo ad essere servita dalla rete metropolitana e l'unica ad essere collegata alla linea M1 fino al 1986, quando fu inaugurata la fermata di Sesto 1º Maggio FS.
Nelle vicinanze della stazione effettuano fermata alcune linee urbane di superficie, tranviarie ed automobilistiche, gestite da ATM.
- Stazione ferroviaria (Milano Cadorna)
- Fermata tram (Cadorna M1 M2, linea 1)
- Fermata autobus
- Stazione taxi

## Servizi
La stazione dispone di:
- Biglietteria automatica
- Accessibilità per portatori di handicap
- Ascensori
- Scale mobili

## Galleria d'immagini

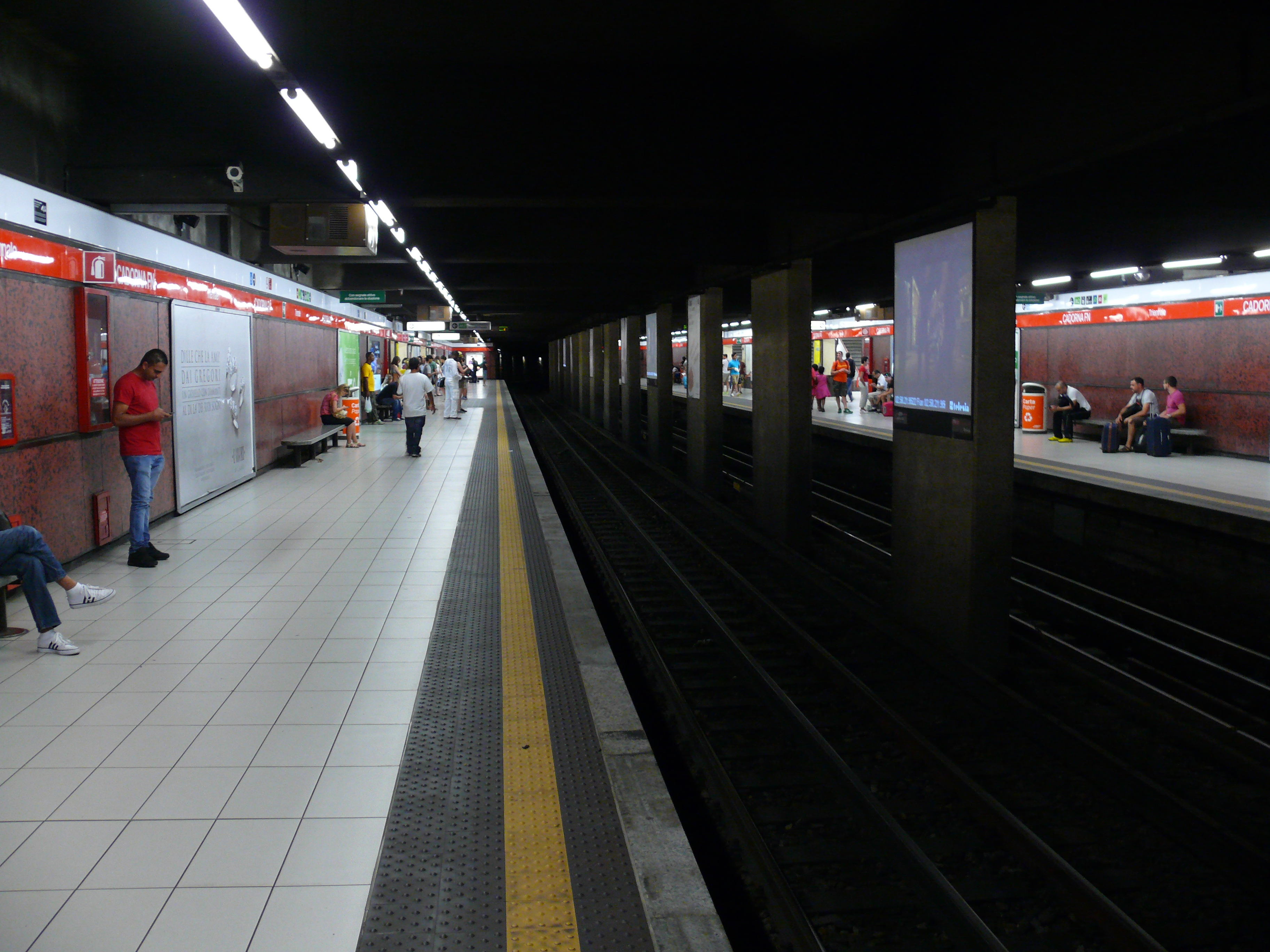
Il piano banchine della stazione M1
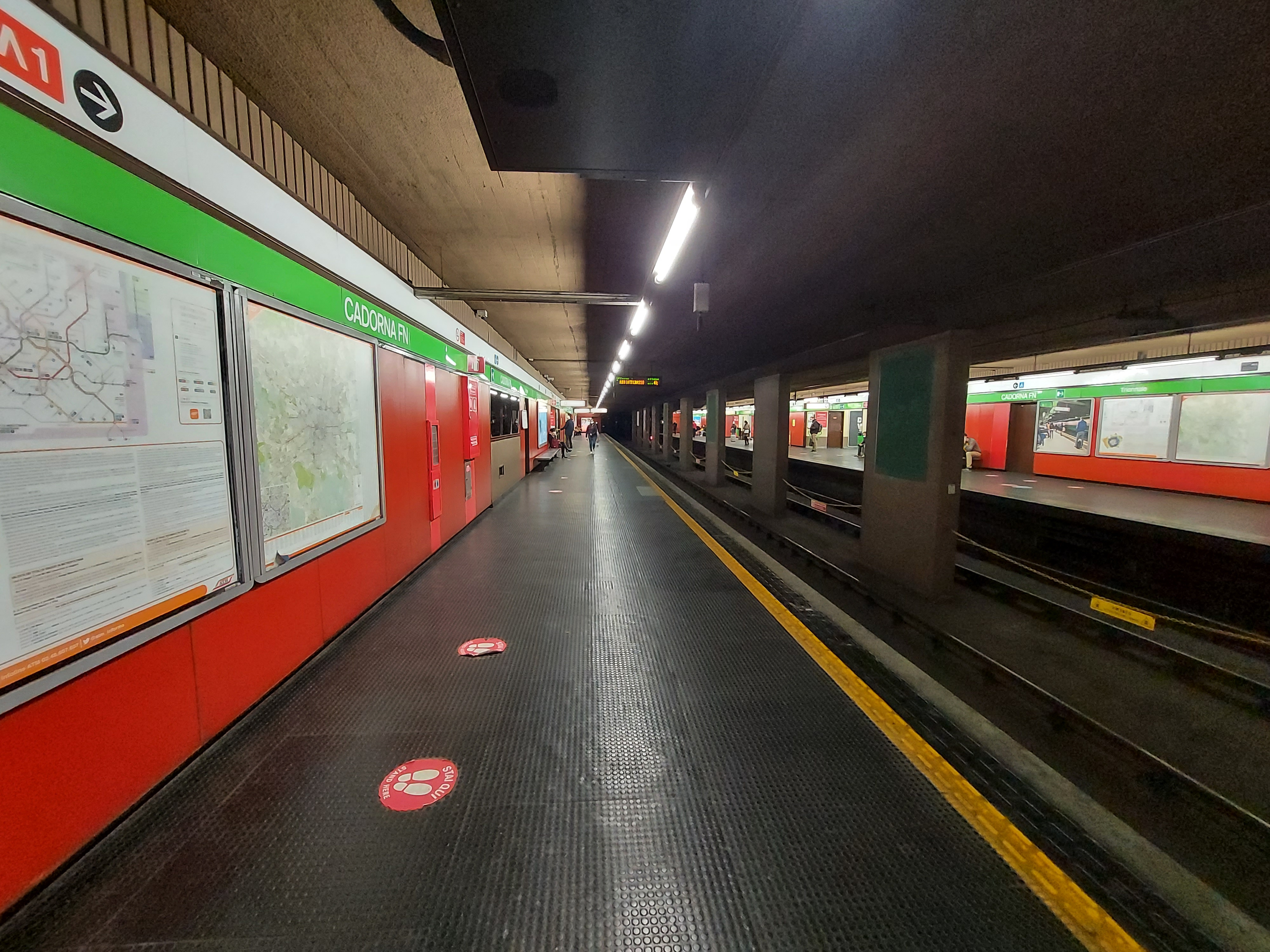
Il piano banchine della stazione M2